# Birsemore

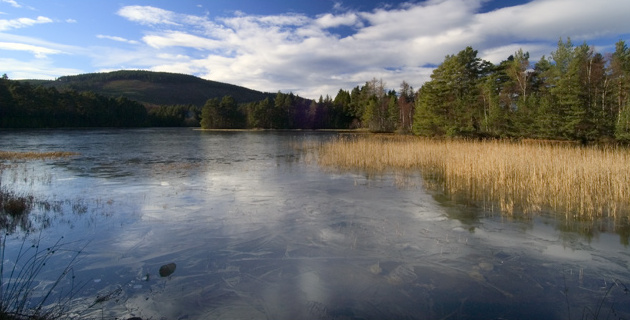
Lago da Rainha, Birsemore

Birsemore é uma aldeia em Aberdeenshire, Escócia.